# Kanton Bourg-en-Bresse-1
Kanton Bourg-en-Bresse-1 (fr. Canton de Bourg-en-Bresse-1) je francouzský kanton v departementu Ain v regionu Rhône-Alpes. Skládá se z části města Bourg-en-Bresse a obce Viriat. Kanton vznikl v roce 2015.